# بويرتا ديل أنخيل (محطة مترو أنفاق مدريد)
بويرتا ديل أنخيل (بالإسبانية: Puerta del Ángel)‏ هي محطة مترو أنفاق في مدريد في إسبانيا، تقع على الخط رقم 6.